# Concile d'Apt
Le concile d'Apt (en latin : Concilium Aptense) de 1365 ou concile des trois provinces ou concile général de Provence est un concile réunissant les trois provinces ecclésiastiques d'Aix, d'Arles et d'Embrun. Convoqué par le pape Urbain V, il se tint à Apt les 13 et 14 mai 1365.

## Participants
Y siégèrent ;
- l'évêque d'Apt, Raimond Savini ;
- l'évêque de Sisteron, Géraud ;
- l'évêque de Riez, Pierre Fabre ;
- l'évêque de Senez, Pierre d’Aynard ;
- l'évêque de Vence, Étienne Digna ;
- l'évêque de Nice, Laurent dit Le Peintre ;
- l'évêque de Digne, Bertrand de Séguret ;
- l'évêque de Toulon, Guillaume de la Voûte ;
- l'évêque de Marseille, Guillaume Sudre ;
- l'évêque d'Orange, Jean Revol ;
- l'évêque de Vaison, Jean Maurel ;
- l'évêque de Saint-Paul-Trois-Châteaux, Jacques Artaud ;
- l'évêque de Carpentras, Jean Roger de Beaufort de Carpentras.

S’y étaient faits représenter :
- l'évêque d'Avignon, Anglic de Grimoard ;
- l'évêque de Grasse, Amédée de Grasse ;
- l'évêque de Gap, Guillaume Fournier ;
- l'évêque de Fréjus, Raymond Diaconis de Fréjus ;
- l'évêque de Glandèves, Bernard de Saint-Jacques.

Il fut présidé par :
- l'archevêque d'Arles, Guillaume de la Garde ;
- l'archevêque d'Embrun, Bertrand de Châteauneuf ;
- l'archevêque d'Aix, Jean de Peisson ;
- le recteur du Comtat Venaissin, Philippe de Cabassolle, évêque de Cavaillon et patriarche de Jérusalem.

### Sources et bibliographie
- Louis Boisset, « Les conciles provinciaux français et la réception des décrets du IIe concile de Lyon (1274) », Revue d'histoire de l'Église de France, 1983 (LIX), n° 182, pp. 29–59 (consulté le 11 janvier 2013)
- Association d'archéologie, histoire et paléographie du Pays d'Apt, Histoire et archéologie religieuses en Pays d'Apt : actes du IIe colloque d'Apt (11-12 mai 1985), Apt, Archipal, 1991, 99 p. (Contient les canons du Concile des trois provinces d'Aix, Arles et Embrun, tenu à Apt les 13 et 14 mai 1365)  (ISBN 2-9505577-0-8)